# 烏利亞河
烏利亞河是俄羅斯的河流，位於哈巴羅夫斯克邊疆區北部，發源自朱格朱爾山脈，最終在鄂霍次克西南約100公里處注入鄂霍次克海，河道全長325公里，流域面積15,500平方公里，在每年10月下旬至11月上旬開始結冰，直至翌年5月上旬。